# Gummanahalli, Belur
Gummanahalli là một làng thuộc tehsil Belur, huyện Hassan, bang Karnataka, Ấn Độ.